# E.Deorbit
e.Deorbit era un programma dell'Agenzia Spaziale Europea pianificato nel 2010 che aveva lo scopo di smaltire i rifiuti spaziali. In questa missione sarebbe stato utilizzato un veicolo del peso di 1600 kg che, orbitando tra gli 800 e i 1000 km di altezza e, per mezzo di bracci meccanici o reti, avrebbe raccolto i detriti per poi metterli in un rientro atmosferico controllato. L'inizio della missione era previsto tra il 2023 e il 2024. La missione è stata cancellata e al suo posto nel 2019 l'ESA ha approvato il progetto ClearSpace-1, con lancio previsto nel 2025.